# Clorbartonita
La clorbartonita és un mineral de la classe dels sulfurs. Rep el nom per la seva relació amb la bartonita.

## Característiques
La clorbartonita és un sulfur de fórmula química K₆Fe24S26(Cl,S). Va ser aprovada com a espècie vàlida per l'Associació Mineralògica Internacional l'any 2000. Cristal·litza en el sistema tetragonal. La seva duresa a l'escala de Mohs és 4.
Segons la classificació de Nickel-Strunz, la clorbartonita pertany a «02.FC: Sulfurs d'arsènic, àlcalis, sulfurs amb halurs, òxids, hidròxid, H₂O, amb Cl, Br, I (halogenurs-sulfurs)» juntament amb els següents minerals: djerfisherita, talfenisita, owensita, bartonita, arzakita, corderoïta, grechishchevita, lavrentievita, radtkeïta, kenhsuïta, capgaronnita, perroudita, iltisita, demicheleïta-(Br) i demicheleïta-(Cl).

## Formació i jaciments
Va ser descoberta a la mina Vostochnyi, situada al mont Koaixva, dins el massís de Khibini (óblast de Múrmansk, Rússia). També ha estat descrita en altres indrets propers, com el mont Al·luaiv, o el massís de Gulinskii, al krai de Krasnoiarsk, així com a Groenlàndia, el Brasil, la República Democràtica del Congo i Itàlia.